# Варлаам (Константинов)
Єпископ Варлаам (в миру Величко Димитров Константинов, 2 квітня 1851 Самоводене — 30 травня 1937 Софія) — єпископ Болгарської православної церкви, титулярний єпископ Левкійський.

## Біографія
Народився 2 квітня 1851 у селі Самоводене, що в Тирново, зі світським ім'ям Величко Димитров Костянтинов. Навчався у початковій школі у рідному селі. Протягом навчального 1877—1878 років працював вчителем у селі Каранці в Горно-Оряховиці. Восени 1878 року вступив до Преображенського монастиря послушником. З 1883 по 1885 рік навчався в Софійській класичній середній школі. Після початку сербсько-болгарської війни, пішов добровольцем до болгарської армії і був нагороджений срібним хрестом «За Хоробрість».
19 листопада 1886 року постригся в ченці в Петропавлівському монастирі під ім'ям Варлаам. 24 грудня 1886 був висвячений на ієродиякона і призначений митрополитим дияконом. У 1888 році він виїхав до Бухареста, де служив дяком у болгарській церкві, тоді ж вступає до Бухарестської духовної семінарії «Митрополита Ніфонта». З 1895 — студент Петербурзької духовної академії, але після закінчення першого курсу, за станом здоров'я, перейшов на теологічний факультет Бухарестського університету, який закінчив у 1899.
Після повернення до Болгарії, 1 жовтня 1899 ієродиякон Варлаам був призначений протосингелом Тирновської єпархії. 21 листопада 1899 був висвячений в сан ієромонаха в Софії, а 21 березня 1904 рішенням Священного Синоду був зведений в сан архімандрита. З 4 січня 1908 року архімандрит Варлаам призначається протосингелом Софійської митрополії.
5 липня 1909 був висвячений в титулярного єпископа Левкійского, вікарія Софійської єпархії.
25 квітня 1913 року, після того, як єпископ Драговітійський Йосиф Тирновський за станом здоров'я отримав відпустку з посади Біломорсько-Родопської (або Гюмюрджійської) місію для болгарських мусульман, які переходили в православ'я після звільнення цих територій болгарською армією, на його місце заступив єпископ Варлаам Левкійскій. 16 вересня 1913 року в Константинополі було підписано мирний договір між Болгарією і Туреччиною. 12 червня 1914 року, вислухавши велику доповідь начальника Культурно-просвітницького відділу Стефана Цанкова про стан програми хрещення і про ставлення уряду до неї, отримавши переконливі докази, що «зараз немає ніяких умов для поліпшення початої справи», Священний Синод вирішив більше не звертатися до цивільної влади за сприянням і взагалі вважати питання про хрещення болгар-мусульман остаточно закритим.
З 29 вересня 1924 року по 1 січня 1929 року був настоятелем Рильського монастиря. У 1929 і 1930 роках здійснив паломництво до Єрусалиму та Афону.
У квітні 1931 року він був призначений вікарієм митрополита Філіпа Тирновського, залишався на посаді до початку 1934 року. У 1936 році єпископ Варлаам пішов у спочинок до Рильського монастиря.
Помер 30 травня 1937 у Софії. Похований поруч із столичною церквою Святого Миколи Софійського.